# Євдокимов Юхим Георгійович
Юхи́м Гео́ргійович (Григо́рович) Євдоки́мов (8 січня 1891 , Капал, Туркестанське генерал-губернаторство  — 2 лютого 1940 , Розстрільний полігон «Комунарка», Московська область, СРСР, Російська СФРР ) — радянський партійний і державний діяч, співробітник органів державної безпеки. Член Центральної контрольної комісії ВКП(б) (1930—1934). Член ЦК ВКП(б) (1934—1938). Депутат Верховної Ради СРСР (1937—1938).
Один з організаторів і активних виконавців червоного терору, подальших репресій 1920-х і сталінських репресій 1930-х років, у тому числі: масових розстрілів у Криму в 1920—1921 роках колишніх солдатів і офіцерів Російської армії Врангеля, розказачення, розкуркулення, фабрикації шахтинської справи, переслідувань письменника Михайла Шолохова і Великого терору 1936-38 років.

## Ранні роки
Народився в родині залізничного робітника, вихідця із селян Пермської губернії. За іншими даними — в родині солдата. У 1905 році закінчив п'ятикласне міське училище в Читі. 
З червня 1905 по січень 1906 року працював переписувачем та зчіплювачем потягів на станції Чита. З січня по червень 1906 року лікувався в залізничній лікарні Чити після поранення в перестрілці з каральним загоном генерала Меллера-Закомельського. У січні 1906 — лютому 1908 року — конторник на станції Чита.
З червня 1907 по липень 1908 року — член партії соціалістів-революціонерів, з липня 1908 по 1911 рік — член бойової дружини максималістів, з 1911 по жовтень 1917 року — член партії анархо-синдикалістів.
З лютого по травень 1908 року перебував у в'язниці.
З червня 1908 по лютий 1909 року — складач друкарні «Азіатська Русь» в Читі.
У лютому 1909 року заарештований і засуджений на чотири роки каторги із заміною через неповноліття трьома роками в'язниці. З лютого 1909 по березень 1912 року — у в'язниці міст Чита і Верхньоудинськ.
З березня по квітень 1912 року — на підпільній партійній роботі в Харкові, Владивостоці, Імані, Хабаровську та Благовіщенську. У червні 1912 — лютому 1913 року — робітник сільськогосподарської артілі в тайзі (в районі річки Селенга Зейського басейну). З лютого 1913 по квітень 1914 року — на випадкових заробітках у Благовіщенську, Читі та Камишлові Пермської губернії. З травня по червень 1914 року був безробітним у місті Омську.
У серпні 1914 — квітні 1915 року — складач друкарні «Друкарська справа» в Челябінську. У травні 1915 — грудні 1916 року — конторник Центросоюзу в Москві.
У грудні 1916 року призваний до російської армії, але в січні 1917 року дезертирував.
У січні — квітні 1917 року працював рахівником міської управи міста Баку.
У квітні 1917 року знову призваний до армії і зарахований рядовим 12-го Сибірського запасного полку (Іркутськ). Був обраний у полковий революційний комітет. У вересні 1917 року демобілізований за станом здоров'я.
У вересні 1917 — березні 1918 року — конторник Центросоюзу в Москві. Брав участь у Жовтневому перевороті в Москві.
У березні — листопаді 1918 року — завідувач розпорядчо-довідкового відділу Центрального виконавчого комітету РРФСР у Москві.
Член РКП(б) з квітня 1918 року.
У 1918 році вступив до лав Червоної армії. З листопада 1918 по березень 1919 року — курсант прискореного курсу Академії Генерального штабу РСЧА.

## ВЧК/ОДПУ/НКВС
У червні 1919 року поступив на роботу в ЧК. У червні — грудні 1919 року — начальник Особливого відділу Московської ЧК. Керував арештами і слідством по справі Штабу Добровольчої армії Московського району. За результатами розслідування члени Штабу були розстріляні.
З січня 1920 по січень 1921 року — заступник начальника Особливого відділу Південно-Західного фронту, начальник Особливого відділу Південного фронту. Організатор слідства по справі «Комітету звільнення України». Брав участь в проведенні масового терору в Криму після його захоплення більшовиками — 21 листопада 1920 року був призначений начальником особливої «Кримської ударної групи», яка проводила керівництво роботою особливих відділів, що займалися превентивним знищенням полонених білогвардійців, незважаючи на обіцянки їх амністії (це рішення було прийняте керівництвом для запобігання можливим повстанням, які в майбутньому можуть організувати і очолити помилувані). За виконану роботу був без афішування представлений до ордену Бойового Червоного Прапора.
Після закінчення громадянської війни, з квітня 1921 року — начальник Секретно-оперативної частини Всеукраїнської ЧК при РНК УСРР, начальник Особливого відділу Всеукраїнської ЧК. У червні 1922 — червні 1923 року — повноважний представник ДПУ при РНК Української СРР по Правобережній Україні та командувач військ ДПУ Повноважного представництва ДПУ при РНК УСРР по Правобережній Україні. У листопаді 1922 — червні 1923 року — голова Київської губернської ЧК.
У липні 1923 — жовтні 1929 року — повноважний представник ОДПУ при РНК СРСР по Північному Кавказу (Південному-Сході, Північно-Кавказькому краю). У 1924 році закінчив крайові курси партійного активу в місті Желєзноводську. У 1926 році — слухач курсів марксизму при ЦК ВКП(б) у Москві. Брав участь у «розслідуванні» і фабрикації «шахтинської справи», розкозаченні, розкуркуленні.
26 жовтня 1929 — 31 липня 1931 року — начальник Секретно-оперативного управління ОДПУ при РНК СРСР, член колегії ОДПУ при РНК СРСР.
У серпні 1931 — 27 листопада 1932 року — повноважний представник ОДПУ при РНК СРСР по Середній Азії. Переслідував басмачів в Туркменській РСР і Таджицькій РСР.
27 листопада 1932 — 5 січня 1934 року — повноважний представник ОДПУ при РНК СРСР по Північно-Кавказькому краю.
У січні 1934 — січні 1937 року — 1-й секретар Північно-Кавказького крайового комітету ВКП(б).
7 січня — вересень 1937 року — 1-й секретар Азово-Чорноморського крайового комітету ВКП(б).
У вересні 1937 — травні 1938 року — 1-й секретар Ростовського обласного комітету ВКП(б).
У травні — листопаді 1938 року — заступник народного комісара водного транспорту СРСР.
9 листопада 1938 року заарештований органами НКВС. Засуджений Воєнною колегією Верховного суду СРСР 2 лютого 1940 року до страти, розстріляний того ж (або наступного) дня. Похований на Донському цвинтарі Москви.
17 березня 1956 року посмертно реабілітований, 3 квітня 1956 року поновлений в КПРС.

## Нагороди
- орден Леніна (20.12.1935)
- чотири ордени Червоного Прапора (21.07.1921, 13.06.1923, 18.02.1928, 3.04.1930)
- орден Трудового Червоного Прапора Туркменської РСР (1932)
- орден Трудового Червоного Прапора Таджицької РСР (11.12.1932)
- Почесний працівник держбезпеки.